# Fukai kawa
Fukai kawa (深い河) é um filme de drama japonês de 1995 dirigido Kei Kumai, com roteiro baseado no romance homônimo de Shusaku Endo.
Rebatizado como Deep River, foi selecionado como representante do Japão à edição do Oscar 1996, organizada pela Academia de Artes e Ciências Cinematográficas.

## Elenco
- Kumiko Akiyoshi
- Eiji Okuda
- Hisashi Igawa
- Kyôko Kagawa
- Toshirô Mifune